# ایستگاه متروی شهید فخری‌زاده
ایستگاه مترو شهید فخری‌زاده یا ماموت یک ایستگاه تقاطعی در خط ۵ متروی تهران است. این ایستگاه در جنوب کارخانه ماموت و در ضلع شمالی آزادراه کرج-قزوین قرار دارد. این ایستگاه مترو در ۱ مهر ۱۴۰۲ به صورت رسمی افتتاح شد. پیش از این راه‌اندازی آزمایشی ایستگاه نیز از ۴ شهریور ۱۴۰۲ آغاز شده بود.

## امکانات
قرار است امکاناتی همچون سرویس‌های بهداشتی، پایانه تاکسی و اتوبوس نیز در این ایستگاه ساخته شود. این ایستگاه اقدام به مسافرگیری و ارائه خدمات به کارکنان ماموت و نیز ساکنان شهرک‌های کردان، کوهسار و گلسار می‌کند.

## نقشه خطوط متروی کرج
نقشه ی خطوط مترو کرج